# Schmetterhaus
Das Schmetterhaus (von schmettern = schwindeln, feilschen) war im Mittelalter und in der frühen Neuzeit eine Bezeichnung einer großen Markthalle mit ungeteiltem Innenraum, in dem Bänke (Verkaufsstände) der Handwerker aufgestellt wurden. Die Schmetterhäuser befanden sich meistens auf dem Marktplatz. Die Bezeichnung war vor allem in den östlichen deutschen Ansiedlungsgebiete geläufig und dem Gewandhaus und dem Leinwandhaus ähnlich, jedoch nicht synonym.
Das 1903 umgebaute Schmetterhaus in Opava (Troppau) wird heute als Sitz des Stadtrates benutzt. Weitere bekannte Schmetterhäuser gab es in Breslau, Brünn und auch in Posen (vor 1655). Die erste Erwähnung des 1824 abgerissenen Breslauer Schmetterhauses war im Jahr 1426.